# دون غانت
دون غانت (بالإنجليزية: Don Gant)‏ هو منتج أسطوانات ومغني وكاتب أغاني أمريكي، ولد في 24 أكتوبر 1942، وتوفي في 15 مارس 1987.

## وصلات خارجية
- دون غانت على موقع ميوزك برينز (الإنجليزية)
- دون غانت على موقع ديسكوغز (الإنجليزية)